# Seznam venezuelskih nogometašev
Seznam venezuelskih nogometašev.

## A
- Gilberto Angelucci
- Juan Arango

## C
- Cristian Cásseres
- Alejandro Cichero

## D
- Fernando D’Ornelas
- Rafael Dudamel

## F
- Pedro Fernández
- Juan Fuenmayor

## G
- Andrée González
- César González
- Héctor González

## H
- Jonay Hernandez

## J
- Leo Jiménez

## M
- Giancarlo Maldonado
- Ruberth Morán

## P
- Ricardo Páez
- Luis Vallenilla Pacheco
- Giovanni Pérez

## R
- José Manuel Rey
- Jorge Rojas

## U
- Gaby Urdaneta

## V
- Luis Vera
- Leonel Vielma
- Oswaldo Vizcarrondo